# عوضية محمود
ولدت عوضية محمود كوكو عام 1963 في تقلي العباسية التي تقع في منطقة جنوب كردفان بالسودان، وهاجرت مع أسرتها خلال طفولتها إلى الخرطوم. وقد حازت على الجائزة الدولية للمرأة الشجاعة في 2016.

## العمل العام
عوضية محمود هي مؤسسة ورئيسة مجلس إدارة جمعية التعاونية النسوية للطعام والشاي والتي عرفت باتحاد بائعات الاطعمة والمشروبات. في إطار عملها على تحسين أوضاع زميلاتها من بائعات الشاي والطعام، ساعدت في عام 1990 في إطلاق جمعية تعاونية بمنطقة الحاج يوسف في الجزء الشرقي من الخرطوم حيث يقيم نازحين منحدرون من مناطق النزاع من ولاية دارفور وجنوب كردفان والنيل الازرق . قدمت الجمعية للمنتسبات إليها، مقابل اشتراكات رمزية، مساعدة قانونية؛ حيث كانت ترسل أعضاء من الخاضعين لتدريبات قانونية من منظمات غير حكومية لمساعدة زميلاتهن على استعادة أوانيهن المصادرة من جانب الشرطة. بعدها افتتحت الجمعية فروعاً إضافية وانضمت إليها مئات النساء بمختلف المهن، وقدمت دورات تدريب مهني للفتيات للتكيف والتبريد والكهرباء .
أودعتها السلطات السودانية بالسجن مع عدد من مديرات التعاونية لأربع سنوات بسبب عجزهن عن تسديد ديون مترتبة نظراً لقيامهن باستثمارات غير مربحة. إلا أنها عادت إلى عملها في عام 2010 لتصبح رئيسة لشبكة الجمعيات التي تضم ثمانية آلاف امرأة في الخرطوم، وتقدم المساعدة القانونية للنساء اللاتي يتعرضن للمضايقات من الشرطة ويعانين من الوصمة الاجتماعية في حقهن.

## تكريمها
في 28 مارس 2016، منحتها وزارة الخارجية الأمريكية جائزة أشجع امرأة دولية لهذه السنة. حيث قام بتكريمها وزير الخارجية الأميركي، جون كيري، في في حفل أٌقيم بمقر البيت الأبيض يوم الثلاثاء 29 مارس 2016، وأشاد كيري بجهودها لتطوير الوضع القانوني وتحسين الظروف الاقتصادية للنساء في السودان وايضا تم دعوتها لكثير من المؤتمرات والاحتفالات خارج السودان كمثال للمراة المناضلة.

## حياتها
تزوجت سنة 1986، وعملت كبائعة شاي لمساعدة أسرتها الصغيرة، وهو من الأعمال المتاحة لامرأة لم تصل في تحصيلها العلمي إلى أبعد من التعليم الأساسي.

## نضالها
قادت عوضية زميلاتها في المهنة، “لمواجهة النظرة الدونية من المجتمع، ومواجهة الظلم الذي يعترضهن أثناء ممارسة أعمالهن على قارعة الطريق”.
كما أنها نجحت في تأسيس أضخم جمعية تعاونية لتنظيم المهنة والدفاع عن حقوق النساء ومصالحهن.
وفي العام 1990 استطاعت تأسيس الجمعية التعاونية للعاملات للأطعمة والمشروبات، وهي رئيستها حاليا، كما ترأست الاتحاد التعاوني النسوي متعدد الأغراض، الذي أنشئ عام 2013، بولاية الخرطوم”.
كما أن الجمعية التعاونية تضم الآن أكثر من 30 آلف بائعة شاي وأطعمة.
وتميزت عوضية بمواقف قوية في دفاعها عن النساء العاملات في مهنتها،مثل ست الشاي  وبائعات الاطعمة حتي ليستقرن في أعمالهن.
كما أنها بادرت بدفع أموال حتى لا يدخلن الحبس، لعجزهم عن سداد ديونهن.